# Anta (arhitektura)
Anta (verjetno iz latinščine: ante = prej, pred) je pojem v arhitekturi za bočne zidove
pronaosa (portika) na vhodu v tempelj med katerima stojita stebra, pa tudi za sam tip pronaosa, ki je z boka zaprt z zidovi.

## Značilnost
Anta se je postavljala na mestu opečnih zidov zgodnjih grških templjev, za ojačenje njihove nosilnosti, da bi lahko nosili težko leseno strešno konstrukcijo. Primer takega templja je Herin tempelj v Olimpiji, zgrajen okoli 600 pr. n. št.
Kapiteli in baze ante običajno niso sledili slogu ostalih stebrov v templju.
Nizi ant so postali popularen dekorativen element renesančne arhitekture in vseh kasnejših slogov, ki so se zgledovali po antični klasični arhitekturi. Kot dekorativni element ante, so bili kasnejši pilastri.
Stebri med antami so se imenovali v antah (in antis), primer za to je tempelj Medinet Habu Ramzesa III.. 
Pronaos tipa ante je imel od enega do največ štiri stebre, da so lahko podpirali težo strehe. Odvisno od števila stebrov se je tak pronaos imenoval henostilni (en steber), distilni (dva), tristilni (tri) in tetrastilni (štiri). 